# 谢尔·罗森
谢尔·罗森（瑞典語：Kjell Rosén，1921年4月24日—1999年6月13日），瑞典男子足球运动员，司职后卫。他曾代表瑞典国家队参加1948年夏季奥林匹克运动会足球比赛，获得一枚金牌。